# Paul Toungui
Paul Toungui (nascido em 7 de setembro de 1950) é um político gabonês que serviu no governo do Gabão de 1990 a 2012. Foi Ministro das Finanças de 1991 a 1994, Ministro de Minas, Energia e Petróleo de 1994 a 2002, Ministro de Estado para a Economia e Finanças de 2002 a 2008,  e finalmente Ministro de Estado dos Negócios Estrangeiros de 2008 a 2012.

## Carreira política
Toungai nasceu em Okonja, localizado na província de Haut-Ogooué, no sudeste do Gabão, e estudou matemática, obtendo um diploma na França. Foi Diretor-Geral do Instituto de Economia e Finanças de 1983 a 1990. Apresentando-se como candidato do Partido Democrático Gabonês (PDG) nas eleições parlamentares de 1990, foi eleito para a Assembleia Nacional do Gabão. Em 1991, ingressou no governo como Ministro das Finanças e do Orçamento, ocupando esse cargo até março de 1994.
De março de 1994 a janeiro de 2002, Toungui foi Ministro das Minas, Energia e Petróleo; foi-lhe atribuída responsabilidade adicional pelos recursos hidráulicos em janeiro de 1999, e em janeiro de 2001 foi promovido ao cargo de Ministro de Estado. Foi reeleito para a Assembleia Nacional como candidato do PDG nas eleições parlamentares de 1996 e nas eleições parlamentares de 2001. Após esta última eleição, Toungui foi transferido para o cargo de Ministro de Estado para a Economia, Finanças, Orçamento e Privatizações  em 27 de Janeiro de 2002.
Nas eleições parlamentares de dezembro de 2006, foi eleito para a Assembleia Nacional como candidato do PDG no distrito eleitoral de Okonja. Depois de quase sete anos como Ministro das Finanças, Toungui foi nomeado Ministro de Estado dos Negócios Estrangeiros, Cooperação, Francofonia e Integração Regional em 7 de outubro de 2008. Ele sucedeu Laure Olga Gondjout como Ministro das Relações Exteriores em 9 de outubro.
Depois que o presidente Omar Bongo morreu em junho de 2009 e seu filho Ali Bongo foi eleito para sucedê-lo, Toungui foi mantido como Ministro das Relações Exteriores no primeiro governo de Ali Bongo, nomeado em 17 de outubro de 2009. Ele manteve seu cargo apesar de uma onda de demissões de outros ministros de longa data e funcionários importantes. Tendo sobrevivido à reformulação inicial do governo por Ali Bongo,  foi o ministro mais antigo, com quase duas décadas de experiência contínua. Ele foi demitido do governo em 28 de fevereiro de 2012.

## Vida pessoal
Toungui é genro de Omar Bongo, que foi presidente do Gabão de 1967 a 2009; ele se casou com a filha de Bongo, Pascaline Bongo, em 1995.

## Nota
- Este artigo foi inicialmente traduzido, total ou parcialmente, do artigo da Wikipédia em inglês cujo título é «Paul Toungui».